# 大红罗厂街
39°55′40″N 116°22′38″E / 39.9277078°N 116.377134°E
大红罗厂街，是位于北京市西城区的一条道路。

## 简介
大红罗厂街为东西走向，东到爱民街，西到西四北大街。全长716米，平均宽25米。明朝称红罗厂街，俗称红罗厂。《日下旧闻考》卷四十二引《芜史》：“凡各宫取用炭”，“按尺寸锯截，编小圆荆筐，用黄土刷筐盛之，名日红罗炭”。此地是存放红罗炭的场所，故得名红罗厂。清朝析分为两条胡同。1965年北京市整顿地名，将口袋胡同、东红罗厂、小红罗厂并入，定名为大红罗厂街。
清朝末年，鄂多台的府邸“鄂公府”设在大红罗厂。车林巴布的侧福晋常常代车林巴布派手下人到大红罗厂的鄂公府支洋、办事。
1912年1月26日夜，彭家珍在今大红罗厂街的良弼寓所门前刺杀良弼，用炸弹将良弼炸成重伤，彭家珍当场死亡。良弼两日后伤重身亡。